# Luz de Viana
Marta Villanueva Cárdenas —más conocida por su seudónimo Luz de Viana— (Santiago, 25 de diciembre de 1894-Santiago de Chile, 1995) fue una escritora y pintora chilena.

## Biografía
Debutó con su libro No sirve la Luna blanca en 1945 con la que ganó el Premio Atenea de la Universidad de Concepción; es incluida dentro de un grupo de literatas adscritas a la «Escuela subjetivista» presente no sólo en la literatura femenina chilena, sino que además, en la novela contemporánea escrita por mujeres; en el ámbito de la pintura, se la incluye dentro del Grupo Montparnasse. Su esposo fue Alfonso Bulnes Calvo (1885-1970), historiador, ensayista y diplomático chileno.
Junto con María Carolina Geel, se considera que su trabajo literario se alejó de los cánones tradicionales de la novela femenina chilena donde primaba el costumbrismo y la trivialidad; particularmente con la publicación de La casa miraba al mar (1948), las investigadoras Patricia Poblete y Carla Rivera la catalogan como una exponente del feminismo aristocrático subversivo, con «rasgos de la literatura de vanguardia que se gestó en Chile y en Hispanoamérica».
En la pintura, vivió en París donde cursó estudios en la Le Grand Chaumiére y en el taller de André Lothe; en opinión de Ricardo Bindis en Pintura chilena, 200 años: despertar, maestros, vanguardias, «sus desnudos fantasmales y de planimétrica factura, se desvanecen en esos esfumados que evitan recortes rotundos. Es un arte que sintió el llamado de la abstracción, pero nunca prescindió de la representación bien estudiada».

## Obras

### Literatura
- No sirve la luna blanca (cuentos, Editorial Zig-Zag, 1945).
- Frenesí (novelas cortas, 1949).
- La casa miraba al mar (novela, Editorial Zig-Zag, 1948).
- El licenciado Jacobo (cuentos, Editorial Zig-Zag, 1954).

### Pintura
Exposiciones individuales
- Galería Bolt, Santiago, Chile (1964).

Exposiciones colectivas
- Instituto de Arte Contemporáneo, Lima, Perú (1957).
- Sala Universidad de Chile, Santiago, Chile (1958).
- Instituto de Arte Contemporáneo, Arequipa, Perú, Perú (1958).
- Casa de la Cultura del Ministerio de Educación, Santiago, Chile (1975).
- Sala Londres, Universidad de Concepción, Concepción, Chile (1976).
- Grupo Montparnasse 50 Años, Sala de la Asociación de Ahorro y Préstamo Bernardo O’Higgins, Santiago, Chile (1975).
- Chile Cien Años Artes Visuales: Primer Período (1900-1950) Modelo y Representación, Museo Nacional de Bellas Artes, Santiago, Chile (2000).